# Mur (personaggio)
(Mur nel primo episodio della serie I Cavalieri dello zodiaco - Hades)
Mur dell'Ariete (牡羊座のムウ?, Ariesu no Mū), conosciuto anche come "Il Grande Mur", è un personaggio della serie manga e anime I Cavalieri dello Zodiaco di Masami Kurumada.
È il Cavaliere d'oro appartenente alla costellazione dell'Ariete e compare fin dagli inizi della storia come aiutante dei cinque protagonisti, soprattutto perché è l'unico personaggio ad avere la capacità di riparare le armature. È stato allievo del precedente Grande Sacerdote nonché Cavaliere dell'Ariete Shin ed è il maestro di un bambino di nome Kiki, diventato nel doppiaggio italiano suo fratello minore.
Nell'edizione italiana del manga classico e nell'adattamento Dynamic dei film, oltre che nei successivi manga tratti dalla serie come Episode G, viene chiamato "Mu dell'Ariete", traduzione più fedele del nome originale, mentre nella prima edizione Granata Press del manga classico e nel doppiaggio italiano della Mediaset viene chiamato "Mur dell'Ariete".

## Creazione e concezione
Mur fa la sua prima apparizione nel dodicesimo capitolo del manga e all'epoca Kurumada non aveva ancora pensato a lui come un Cavaliere d'oro; successivamente, quando decise che alcuni Cavalieri d'oro sarebbero stati scelti tra coloro che erano nel passato dei protagonisti, l'autore scelse Mur come cavaliere dell'Ariete per via del suo portamento elegante. Kurumada ha affermato inoltre che Mur e Kiki sono discendenti degli alchimisti che nell'antichità crearono le armature dei cavalieri di Atena e che le loro sopracciglia rotonde (ispirate ai dipinti dell'epoca Heian) sono la prova dell'appartenenza a questo gruppo etnico.
Come altri personaggi anche Mur nel manga originale ha i capelli biondi ma data l'eccessiva preponderanza di toni giallo oro ha subito un cambio di colore nell'anime per avere un contrasto maggiore, in questo caso in rosa. La tinta dell'anime è stata ripresa anche nel manga Episode G di Megumu Okada.

## Caratteristiche
Alto e slanciato, Mur porta i lunghi capelli legati in una coda; di indole calma ed equilibrata, sono pochissimi i frangenti in cui lo si vede veramente arrabbiato: tra questi si può ricordare il momento in cui scopre che i suoi ex parigrado Death Mask di Cancer e Aphrodite dei Pesci hanno apparentemente tradito Atena, cosa che spinge il suo maestro Shion a mettere in guardia i due "dall'ariete dorato".
Caratterialmente si dimostra vicino a Shaka di Virgo, non soltanto per il fatto che entrambi sono legati al mondo del buddhismo ma anche a livello personale (il cavaliere della Vergine si rivolge infatti a lui per salvare Ikki della Fenice dopo il loro scontro, mentre Mur capisce rapidamente il motivo che sta dietro al sacrificio di Shaka durante la guerra con Hades), e ad Aldebaran del Toro: i due, dotati di una personalità simile, chiacchierano spesso insieme in momenti secondari della serie animata nella zona compresa tra le loro due case contigue e Mur stesso si lascerà andare ad un pianto commosso dopo aver visto il sacrificio dell'amico, che gli ha salvato la vita.

## Armatura
La sacra armatura d'oro dell'Ariete copre interamente il portatore e possiede fregi nelle ginocchiere, negli schinieri, nei bracciali, nei pettorali e nella parte bassa del blocco centrale, che le donano varie gradazioni dorate. Il busto sagoma l'addome di forme che rimandano alla muscolatura, mentre dal dorso fuoriescono vistosamente le due enormi corna ricurve dell'Ariete coprendo le spalliere; l'elmo, simile a quello dell'armatura della Vergine, riveste l'intero capo e presenta due ali spiegate a protezione delle guance, mentre al centro si trova un fregio con una gemma verde chiaro e una cresta copre in lunghezza la parte superiore fin sotto alla nuca.

## Biografia

### Manga classico
Mur è l'unico allievo dell'ex cavaliere d'oro dell'Ariete e Grande Sacerdote Shion, ultimo superstite dell'ultima guerra sacra con Atena e Hades insieme a Dohko della Bilancia. Diventato Cavaliere d'oro, Mur ottiene l'armatura che era del suo maestro e successivamente si stabilisce nella regione del Jamir dove vive riparando armature. Nel suo lavoro viene assistito da un giovane orfano di nome Kiki, che Mur ha adottato e allenato.
Compare per la prima volta quando Sirio si reca da lui e lo prega di riparare la sua armatura e quella del compagno Seiya: Mur afferma di non potere riparare le due corazze a meno che Sirio non le bagni con due terzi del suo sangue ma il giovane cavaliere, riconoscente verso l'amico che gli salvò la vita, decide di accettare la proposta. Mur, colpito e commosso dal senso di amicizia del ragazzo, risana le sue ferite per poi riparare e modificare le due armature. Successivamente raggiunge il Fuji e usa i suoi poteri per modificare l'aspetto dei Cavalieri neri in modo da renderli simili alle loro controparti di bronzo e ingannare i Cavalieri d'Argento inviati dal Grande Sacerdote. Successivamente, dopo avere assistito allo scontro tra Seiya e Misty della Lucertola, decide di ritornare nello Jamir con Kiki.
Riappare poi quando Death Mask si reca ai Cinque Picchi per convincere Dohko a ritornare al Santuario e servire il Grande Sacerdote: l'anziano maestro rifiuta e il cavaliere del Cancro attacca quindi sia lui che Siruo; Mur, che in questa occasione rivela per la prima volta la sua identità di Cavaliere d'oro, giunge appena in tempo per salvare i due e costringe il parigrado alla ritirata. Dopo questa battaglia ritorna al Santuario e, per ordine del Grande Sacerdote, riprende possesso della prima casa; sempre il Grande Sacerdote gli ordina di ostacolare la corsa dei Cavalieri di bronzo ma Mur, dubitando fortemente del suo superiore, decide di non opporsi ai quattro ma anzi li aiuta impiegando un'ora per riparare le loro armature in vista delle successive battaglie con gli altri Cavalieri d'oro, spiegando inoltre loro che cosa sia il Settimo senso, fonte dell'immensa forza dei Cavalieri d'oro. Successivamente rivela agli altri Cavalieri d'oro la vera identità del Grande Sacerdote, ovvero Saga dei Gemelli, e dopo la sconfitta di quest'ultimo ripara le armature dei Cavalieri di bronzo usando il sangue dei Cavalieri d'oro sopravvissuti tra cui il suo.
Durante gli scontri nel regno di Poseidone Mur e gli altri Cavalieri d'oro rimangono al Santuario per ordine di Dohko; scoppiata la nuova guerra sacra tra Atena e Ade, Mur riceve alla prima casa la visita inaspettata del suo maestro Shion, deceduto anni prima ma tornato temporaneamente in vita come Specter del signore degli Inferi e apparentemente intenzionato a uccidere Atena: diviso tra il rispetto per il suo ex maestro e il dovere di custode della prima casa, Mur decide infine di combattere e impedisce a Death Mask e Aphrodite, anch'essi redivivi e apparentemente traditori, di superare la prima casa e li teletrasporta fuori dal Grande Tempio con la Starlight Extinction.

Grazie all'intervento di Dohko, che ostacola Shion, Mur si lancia all'inseguimento del trio formato da Saga, Camus dell'Acquario e Shura del Capricorno, decisi apparentemente anch'essi ad uccidere Atena, sconfiggendo Myu di Papillon; giunto alla sesta casa, si unisce a Milo dello Scorpione e Aioria del Leone per lanciare l'Athena Exclamation contro Saga, Shura e Camus e vendicare la morte apparente di Shaka. Insieme ai compagni si reca poi al castello di Ade, dove viene sconfitto da Rhadamantis della Viverna a causa di una barriera eretta dal dio dei morti che riduce a un decimo la forza dei Cavalieri di Atena e scagliato all'Inferno. Ricompare quindi davanti all'immenso Muro del Lamento dove si sacrifica assieme agli altri Cavalieri d'oro per aprire una breccia e permettere ai Cavalieri di bronzo di raggiungere Atena nell'Elisio.
- Manga classico Saint Seiya Final Edition: nell'edizione finale del manga di Saint Seiya la Saint Seiya Final Edition, Mu appare due volte anche in alcune pagine dei capitoli inediti presenti in questa edizione finale, chiamati: Episodio 0 e Origin. La prima volta(in Episodio 0) un giovanissimo Mu dell'Ariete con addosso l'armatura d'oro, riunito in cima al Santuario di Atena insieme agli altri 11 Gold Saint, viene inviato dal Gran Sacerdote Shion(suo maestro), in un viaggio intorno al mondo, in modo che Mu faccia esperienza, poiché i giovani Gold Saint hanno poca esperienza, è così Mu parte per questo lungo viaggio. La seconda volta (in Oring) si vede brevemente un giovanissimo Mu(prima di diventare un Saint) in fase dall'allenamento; egli fa volare in aria dei grossi massi usando la forza della mente, per poi frantumarli in un attimo. Qui il suo maestro Shion(che lo sta osservando durante l'allenamento) gli dice che i suoi poteri mentali non sono ancora perfetti, è che Mu deve allenarsi ancora per migliore i suoi poteri.[23]

### Serie animata
Nella serie animata la storia di Mur è simile a quella del manga: le battaglie con i Cavalieri d'argento sono state modificate e, durante questi archi, Mur non è presente. Sempre nel manga, inoltre, ripara le armature dei protagonisti utilizzando degli strumenti da scultore usando anche dei materiali particolari come Orihalcon e Stardust Sand mentre nell'anime utilizza delle procedure simili a riti magici. Inoltre, nell'anime, si offre di riparare l'armatura di Shiryu utilizzando il suo sangue, mentre nel manga il suo posto era preso da Dohko.
Sempre nell'anime, ma solo nella versione italiana, Kiki è il fratello minore di Mu mentre nel manga e in altri doppiaggi è semplicemente un allievo.

### Episode G

Mu (dietro Ioria) nella copertina di un volume del manga Episode G.

Durante gli scontri con i Titani, risvegliati dal dio Ponto e comandati da Crono, nel manga Episode G, Mu afferma all'inizio di non volere partecipare alla guerra poiché impegnato a riparare armature. Quando Aioria, Cavaliere d'oro del Leone, si reca da lui per riparare la sua armatura danneggiata, Mu lo affronta apertamente. In realtà i due avevano solo finto di lottare, in modo da ingannare i nemici che li osservavano nascosti. Indossata l'armatura Mu affronta il Titano Giapeto, ma lo scontro non si conclude poiché il Titano è costretto a ritirarsi per ordine di Crono. Dopo la battaglia con Giapeto, nel quale è rimasto gravemente ferito, Mu decide di riparare l'armatura di Aioria utilizzando il suo stesso sangue. Ripresosi dalle ferite Mu teletrasporta Aldebaran al Santuario. In questa occasione Mu rivela di non potere trasportare l'amico e chiunque altro nelle Dodici Case a causa dello scudo protettivo eretto da Atena, che vieta a chiunque, Cavalieri d'oro inclusi, di muoversi scavalcando le case. Sempre in questa occasione, inoltre, si scopre che è diventato Cavaliere d'oro all'età di soli sette anni.
Successivamente Mu percepisce il messaggio di Dohko, il quale gli riferisce che Aioria sta combattendo da solo contro i Titani. Mu, dunque, dopo avere indossato la sua armatura, prega tutti i Cavalieri d'oro di seguirlo nel mondo dei Titani per supportare Aioria nella battaglia. Così, insieme ai Cavalieri d'oro che hanno risposto al suo appello (Milo, Shaka, Shura, Camus e Aldebaran), Mu li teletrasporta nel mondo dei Titani, in modo che possano combattere questi ultimi insieme a Aioria.

### Soul of Gold
Nella serie ONA Saint Seiya: Soul of Gold i Cavalieri d'Oro del XX secolo ritornano in vita dopo la distruzione del Muro del pianto nei territori di Asgard, trasformati in Einherjar. Insieme ad Aiolia e i suoi compagni Gold Saint si scontreranno contro il dio nordico Loki per salvare Asgard, e riusciranno a sconfiggerlo. In questa serie Mu riuscirà a fare evolvere la sua Gold Cloth, in God Gold Cloth, cioè un'armatura divina.

## Abilità nel combattimento
Come confermato nella Taizen, Mur è uno dei Cavalieri d'oro più forti sebbene solo raramente abbia mostrato i suoi colpi. Sia nel manga che nell'anime classico dimostra di possedere grandi poteri psichici(percezione extrasensoriale) quali: la psicocinesi(definita potentissima, nel manga un personaggio osservando Mu usare il suo grandissimo potere mentale, lo definisce come se fosse un "mago") il teletrasporto e la telepatia, oltre a essere un abilissimo riparatore di armature.
I colpi da lui utilizzati, mostrati solamente nella saga di Ade, sono i seguenti:
- Crystal Wall (クリスタルウォール?, Kurisutaru Wōru), "Muro di Cristallo" nell'adattamento italiano dell'anime: un muro di cristallo generato dal potere psichico del Cavaliere che lo protegge e riflette gli attacchi contro coloro che li hanno lanciati[17].
- Crystal Net (クリスタルネット?, Kurisutaru Neto), "Rete di Cristallo" nell'adattamento italiano dell'anime: è una grande ragnatela di cristallo che intrappola il nemico e gli impedisce ogni movimento[18].
- Stardust Revolution (スターダストレボリューション?, Sutādasuto Reboryūshon), "Per il Sacro Ariete - Rivoluzione Stellare" nell'adattamento italiano dell'anime: è il colpo più potente del Cavaliere dell'Ariete, il quale lancia una pioggia di polvere di stelle contro il proprio nemico, che viene annientato[18]. Questo attacco gli è stato insegnato direttamente dal suo maestro, Shin dell'Ariete[18].
- Starlight Extinction (スターライトエクスティンクション?, Sutāraito Ekusutinkushion), "Onda di Luce Stellare" nell'adattamento italiano dell'anime: è un colpo molto potente e indiretto che tramite una potente onda di luce teletrasporta all'istante l'avversario in un posto deciso da Mu. Inoltre nel manga di Saint Seiya chi osserva Mu usare questa tecnica dice che :questo colpo disintegra l'avversario nella luce stellare.[8]; nel caso Mu voglia ucciderlo il colpo funziona anche in maniera offensiva, come avviene nel caso dello Specter Myu di Papillon[18]. In Episode G è usata anche per chiudere i passaggi dimensionali aperti da Giapeto[28].
- Athena Exclamation (アテナ・エクスクラメーション?, Atena Ekusukuramēshon), "Urlo di Atena": colpo proibito da Atena portato da tre Cavalieri d'Oro contemporaneamente (nel caso di Mu insieme a Milo e Aioria), dal terribile potere distruttivo paragonabile a quello del Big Bang[20].

## Apparizioni in altri media
Mu fa brevi apparizioni negli ultimi due film dedicati alla serie: nel quarto appare all'inizio dove viene sconfitto dai demoni di Lucifero, mentre nel quinto Le porte del paradiso lo si vede venire sigillato assieme agli altri Cavalieri d'Oro in un pilastro di pietra dagli dei dell'Olimpo per il ruolo che ha svolto negli eventi che hanno portato alla morte di Ade.

L'immagine di Mu e la sua armatura appaiono nei vari prodotti di merchandising, come card e modellini (esempio quelli della serie Myth Cloth), basati sulla sua versione "serie classica". Il personaggio appare anche come PG nei videogiochi della serie per PlayStation 2 e PlayStation 3.
Mu appare in un cameo in Saint Seiya Next Dimension, sequel del manga originale di Saint Seiya, dove sotto forma di spirito aiuta Atena a uscire da una distorsione spazio-temporale.
Mu è un personaggio anche di Saint Seiya Saintia Sho, dove in alcune occasioni aiuterà le Saintie a combattere le guerrieri Driadi della dea della discordia, Eris.
In I Cavalieri dello zodiaco: La leggenda del Grande Tempio il suo aspetto non cambia molto: le uniche novità sono due leggeri teli bianchi semitrasparenti ai lati della cintura; i capelli sono più lunghi e raccolti dietro, e porta degli occhiali; in combattimento la testa viene rivestita da un elmo con due corna anellate. Il personaggio, a differenza del manga, compare per la prima volta alla Casa dell'Ariete, riconoscendo Saori Kido come la dea Atena e permettendo al gruppo di Seiya di proseguire. Combatterà insieme ai Cavalieri d'oro rimasti contro una statua del dio egizio Anubi animata da Saga. Quando il Cavaliere dei Gemelli viene sconfitto sarà al fianco degli altri Cavalieri d'oro come Cavaliere di Atena.